# Xilulosa-5-fosfato
La D-xilulosa-5-fosfato (o D-xilulosa-5-P) es una molécula de xilulosa fosforilada en el carbono 5. Es una cetosa formada a partir de ribulosa-5-fosfato y actúa como intermediario en la ruta de las pentosas fosfato.